# Crossandra sulphurea
Crossandra sulphurea là một loài thực vật có hoa trong họ Ô rô. Loài này được G.Taylor mô tả khoa học đầu tiên năm 1933.